# Болдирєв Юрій Юрійович
Юрій Юрійович Болдирєв (рос. Юрий Юрьевич Болдырев; нар. 29 травня 1960, Ленінград) — російський економіст і політичний діяч. Співзасновник партії «Яблуко».

## Біографія
Народився в сім'ї військового моряка.
Кандидат економічних наук.
1989–1991 — народний депутат СРСР від Московського району Ленінграда.
1990 — лютий 1992 — член Вищої консультативно-координаційної ради при голові Верховної Ради РРФСР, а потім при Президентові Російської Федерації.
У лютому 1992 року — радник Уряду Росії.
1992–1993 — Головний державний інспектор РРФСР, начальник Контрольного управління Адміністрації Президента.
1993–1995 — член Ради Федерації від Санкт-Петербурга.
1995–2001 — заступник голови Рахункової палати.
Був кандидатом у губернатори Санкт-Петербурга.
Займається журналістикою та громадською діяльністю.